# Coris pictoides
Coris pictoides är en fiskart som beskrevs av Randall och Kuiter 1982. Coris pictoides ingår i släktet Coris och familjen läppfiskar. IUCN kategoriserar arten globalt som livskraftig. Inga underarter finns listade i Catalogue of Life.